# Канбеково
Канбе́ково (рос. Канбеково, башк. Ҡанбәк) — село у складі Міякинського району Башкортостану, Росія. Входить до складу Богдановської сільської ради.
Населення — 483 особи (2010; 524 в 2002).
Національний склад:
- татари — 76 %

## Видатні уродженці
- Ірсаєва Нурія Ісхаківна — радянська акторка, заслужена і Народна артистка Башкирської АРСР і Татарстану, Народна артистка РРФСР.